# 軸對稱

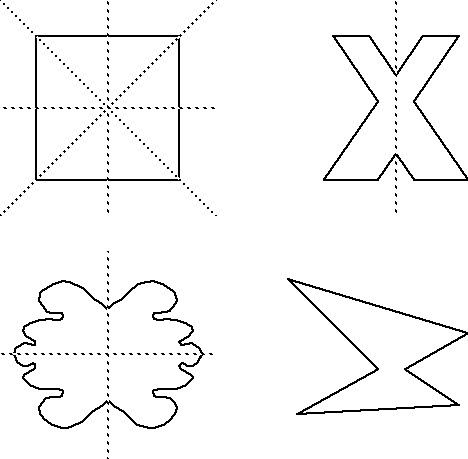
具有对称轴的图形

對稱軸或線對稱指一个图形沿一条直线折叠，直线两旁的部分能够互相重合。更廣泛的對稱形式為旋轉對稱。

## 对称轴
若函数{\displaystyle y=f(x)}有对称轴且为{\displaystyle Ax+By+C=0}，则有{\displaystyle y-2B{\frac {Ax+By+C}{A^{2}+B^{2}}}=f(x-2A{\frac {Ax+By+C}{A^{2}+B^{2}}})}

## 相關主題
- 點對稱